# وزمان
وزمان یک روستا در ایران است که در دهستان قراتوره واقع شده‌است. وزمان ۳ نفر جمعیت دارد.